# Saggio di Lassaigne
Il saggio di Lassaigne è un saggio chimico che permette di individuare elementi come l'azoto, lo zolfo e alogeni (cloro, bromo e iodio).
Tale saggio viene effettuato fondendo il campione in esame in presenza di sodio metallico; si ha la distruzione delle molecole organiche presenti nel campione, con liberazione degli elementi sopra menzionati, i quali reagiscono con i reattivi usati per la loro ricerca.
Durante la prova vengono distrutti i legami covalenti degli eteroatomi delle molecole organiche, e la formazione di molecole inorganiche, costituite dagli elementi anzidetti e dai reattivi, legati attraverso legami ionici.
| N  | \| Na \| \| Na+CN   |
| S  | \| Na \| \| 2Na+S2- |
| Cl | \| Na \| \| Na+Cl-  |
| Br | \| Na \| \| Na+Br-  |
| I  | \| Na \| \| Na+I-   |

## Esecuzione del test
1 – 10 mg (che corrispondono a circa una punta di spatola abbondante, o anche 2–3 mm sul fondo del tubicino da saggio) più 2 pezzetti di Na metallico (da non maneggiare a mani nude poiché si potrebbe avere un'esplosione dovuta alla reazione violenta tra Na e acqua), uno posto a contatto ed uno posto a metà tubicino, si scaldano sulla fiamma bunsen blanda poi via via più intensa sino ad arroventare il tubicino da saggio per almeno due minuti.
Si immerge il tubicino poi in un becher contenente 15 mL di acqua distillata, causandone la rottura per shock termico (ma può essere necessario intervenire rompendo la provetta contro il fondo del becher): quindi si agita e si filtra.
Se il liquido assume una colorazione marroncina e un caratteristico odore empireumatico potrebbe trattarsi di un carboidrato che non contiene azoto né zolfo. Particolare attenzione va data alla fusione con il sodio: infatti se essa non è eseguita lentamente controllando che non si sviluppino fumi, gli elementi liberati non hanno il tempo di reagire con il sodio compromettendo il loro ritrovamento. Il residuo di Na non reagito, inoltre, va a reagire con l'acqua distillata presente nel becher provocando una piccola esplosione. Per questo motivo tutta la procedura di fusione del sodio deve essere effettuata in assoluta assenza di acqua.

## Ricerca dell'azoto come ione cianuro
Formazione di blu di Prussia
0,5 – 1 cm³ di soluzione alcalina formata dalla precedente fusione con il sodio, si aggiunge qualche cristallino di FeSO4; si scalda brevemente agitando; si acidifica sino al rosso Congo con Acido Solforico 2N, in presenza di Azoto si ottiene una colorazione od un precipitato azzurro di [Fe4[Fe(CN)6]3]:
Se la colorazione è molto debole o mascherata da altra colorazione (verdastra) si può filtrare la soluzione su carta filtro, lavare questo con acqua ed osservare se si formano puntini di blu di Prussia.

## Ricerca dello zolfo come ione solfuro
Saggio cartina con acetato di piombo
Una goccia di acetato di Piombo su un pezzetto di carta filtro più una goccia della soluzione in esame, in presenza di zolfo si ottiene una colorazione marrone - nera di PbS che a seconda della concentrazione dello ione solfidrico può essere più o meno intensa.
Tuttavia il saggio con Pb(CH3COO)2 risulta essere poco specifico.
Un saggio molto più preciso è quello che prevede di trattare la soluzione con Nitroprussiato di sodio Na2[Fe(CN)5NO] il quale in presenza di ioni S-- colora di viola la soluzione.
```
     (S
--
) + 2(Na
+
) + Na
2
[Fe(CN)
5
NO] => Na
4
[Fe(CN)
5
NOS] (viola)
```

## Ricerca degli alogeni
In assenza di zolfo e azoto.
1 cm³ di soluzione alcalina si acidifica con acido nitrico 2 N, si aggiungono 2 gocce di Nitrato di Argento al 5%: a questo punto in presenza di alogeni si forma un precipitato. Colore e solubilità in ammoniaca diluita di suddetto precipitato sono diverse a seconda dell'alogeno presente.
AgCl  Bianco  Solubile
AgBr  Bianco-Giallo Parzialmente solubile
AgI  Giallo   Insolubile

## Ricerca di alogeni in presenza di azoto e zolfo
Se la sostanza in esame contiene azoto e zolfo, è necessario prima di aggiungere il nitrato di argento di eliminare tali elementi che interferirebbero con la ricerca degli alogeni, per far ciò si fa bollire la soluzione acidificata con acido nitrico 2 N sino a dimezzare il volume.
L'Azoto e lo Zolfo sono eliminati come acido solfidrico e acido cianidrico. 
A questo punto la ricerca prosegue normalmente con aggiunta di nitrato d'argento.
Se la colorazione del precipitato ottenuto con nitrato d'argento non è di facile interpretazione, si possono seguire altre prove per una identificazione più sicura.

## Ossidazione permanganica di ioduri e bromuri
A 0,5 cm³ di soluzione alcalina si aggiunge 5 gocce di KMnO4 0,1M e cinque gocce di HNO3 6N; si agita vigorosamente per 2 minuti; se il permanganato è stato scolorato si aggiunge ancora parti uguali di permanganato e di acido nitrico sino alla persistenza del colore violetto che corrisponde ad un eccesso di permanganato. Si aggiunge 0,5 cm³ di CH2Cl2, si agita ancora per 2 minuti; si aggiunge l'acido ossalico agitando sino a scolorare il permanganato; si osserva il colore assunto dal diclorometano, che essendo più pesante dell'acqua si stratifica in basso.
Violetto --------------------------- Iodio
Da giallo a rosso bruno ------------ Bromo o Iodio e Bromo
Incolore --------------------------- Né Bromo né Iodio
Per differenziare il bromo dallo iodio infatti il bromo maschera la colorazione dello iodio si aggiungono 2 gocce di Alcol Allilico, si dibatte, si lascia stratificare e si osserva il colore assunto dal CH2Cl2:
Violetto --------------------------- Iodio e Bromo
incolore --------------------------- Bromo
Tenete sempre in considerazione anche che da prove pratiche si è riscontrato che non è sempre vero che lo iodio è mascherato dal bromo, ma a seconda della concentrazione lo iodio può mascherare il bromo.

## Ossidazione con acido Nitrico e perossido d'idrogeno di ioduri e bromuri
A 0,5 cm³ di soluzione alcalina si aggiunge 5 - 6 gocce di HNO3 6N e altrettante gocce di acqua ossigenata al 30%; agitare vigorosamente per 2 minuti si osserva il colore assunto dal diclorometano che essendo più pesante dell'acqua si stratifica sul fondo.
Se non si osservano colori evidenti, ma con la precipitazione con nitrato d'Argento precedentemente eseguita si è riscontrato un colore giallastro, si può aggiungere nella provetta di reazione alcune gocce di HNO3 concentrato per favorire l'ossidazione.
Violetto ---------------------------- Iodio e Bromo
Da Giallo a Rosso Bruno ------------- Iodio e Bromo
Incolore ---------------------------- ne Iodio ne Bromo
per verificare la presenza di Bromo e Iodio, infatti un eccesso di uno può mascherare l'elemento in difetto, si possono seguire 2 strade diverse a seconda della colorazione riscontrata.
Giallo Bruno, che indica la presenza di bromo si può scolorare quest'ultimo con alcol allilico, una colorazione violetta indica anche la presenza di Iodio, (il bromo si lega al doppio legame dell'alcol allilico decolorandosi).
Violetta indica la presenza di iodio che si può decolorare con goccia a goccia HCl concentrato infatti il Cloro forma con lo Iodio il I+Cl-, prodotto ionico solubile in acqua che assume una colorazione giallastra. Si può aggiungere 2 gocce di alcol allilico, si dibatte, si lascia stratificare e si osserverà che sia lo strato acquoso che quello organico si decolorano. lo strato acquoso si decolora perché lo iodio sotto forma di I+ riesce ad addizionarsi al doppio legame dell'alcol allilico.

## Ricerca del cloro in presenza di bromo e/o iodio
la ricerca di cloro in presenza di iodio e o bromo va eseguita sulla fase acquosa, infatti il cloro non è ossidato ne dal permanganato ne dal perossido di idrogeno, alternando ossidazioni ed estrazioni con dicloroetano, finché la fase organica non assume alcun colore. in presenza di azoto e/o zolfo ci si deve ricordare di eliminarli all'ebollizione, infine si aggiunge nitrato d'argento un precipitato bianco-caseario indica la presenza di cloro.